# Anaxipha beccarii
Anaxipha beccarii är en insektsart som beskrevs av Salfi 1935. Anaxipha beccarii ingår i släktet Anaxipha och familjen syrsor. Inga underarter finns listade i Catalogue of Life.